# 宇治カントリークラブ
宇治カントリークラブ（うじカントリークラブ）は、 京都府宇治市にあるゴルフ場である。

## 概要
「宇治カントリークラブ」は、京都府の南部の歴史と文化財の町、京都府宇治市の重要文化財・黄檗山万福寺裏の丘陵地に位置し、コースからは宇治の街並みがパノラマとして見渡せる素晴しい眺めのロケーションにゴルフ場はある。ゴルフ場は、1965年（昭和40年）5月1日、コース設計家・上田治の手により、18ホールのゴルフ場が開場された。
コースは、フェアウェイの幅が全体的にやや狭く、各ホールの距離も短いが、自然の地形を上手に生かしており、谷越えやアップダウン、ドッグレッグなどの変化のあるレイアウトで造られている。アウトコースは、殆どのホールはフラットで長打を楽しめるホールも多く、樹木で囲まれた池越えのショートコースがあり正確さが必要である。インコースは、森を囲むようにレイアウトされており、各ホールは特徴があり、谷越えの打ち下ろし、ドッグレッグのホールもあり、ミドルホールの距離が長いなど戦略的なプレーが必要である。
2002年（平成14年）12月、「宇治観光株式会社」は全株式を「近畿エル・エス株式会社」へ売却し経営交代することになった、運営は引き続き宇治観光株式会社が行うこととなる。

## 所在地
〒611-0011 京都府宇治市五ヶ庄広岡谷4番地

## コース情報
- 開場日 - 1965年5月1日
- 設計者 - 上田 治
- 面積 - 920,000m2（約27.8万坪）
- コースタイプ - 丘陵コース
- コース - 18ホールズ、パー72、6,271ヤード、コースレート70.5
- フェアウェー - コウライ
- ラフ - ノシバ
- グリーン - 1グリーン、ニューベント
- ハザード - バンカー80、池が絡むホール2
- ラウンドスタイル - キャディ・セルフ選択可、キャディ付とセルフプレー選択制、電磁誘導式5人乗り乗用カートでのラウンド、乗用カート(5人乗り)リモコン式
- 練習場 - 10打席70ヤード
- 休場日 - 毎週月曜日、12月31日、1月1日[3][2]

## クラブ情報
- ハウス面積 - 2,649m2（801.3坪）
- ハウス設計 - 株式会社 竹中工務店
- ハウス施工 - 株式会社 竹中工務店[3][2]

## ギャラリー
- コース - 「宇治カントリークラブ」、コース紹介、2021年9月22日閲覧
- ハウス - 「宇治カントリークラブ」、施設紹介、2021年9月22日閲覧

## 交通アクセス
- 鉄道 - 奈良線（JR西日本） - 黄檗駅より クラブバス利用 約5分[4]
- 道路 - 京滋バイパス - 宇治東ICより 3Km[4]

## 関連文献
- 『ゴルフ場ガイド 西版』、2006-2007、「宇治カントリークラブ」、東京 ゴルフダイジェスト社、2006年5月、2021年9月22日閲覧
- 『宇治の今昔 保存版』、「宇治カントリークラブ」、辻ミチ子監修、松本 郷土出版社、2010年2月、2021年9月22日閲覧